# Гостроноса куля

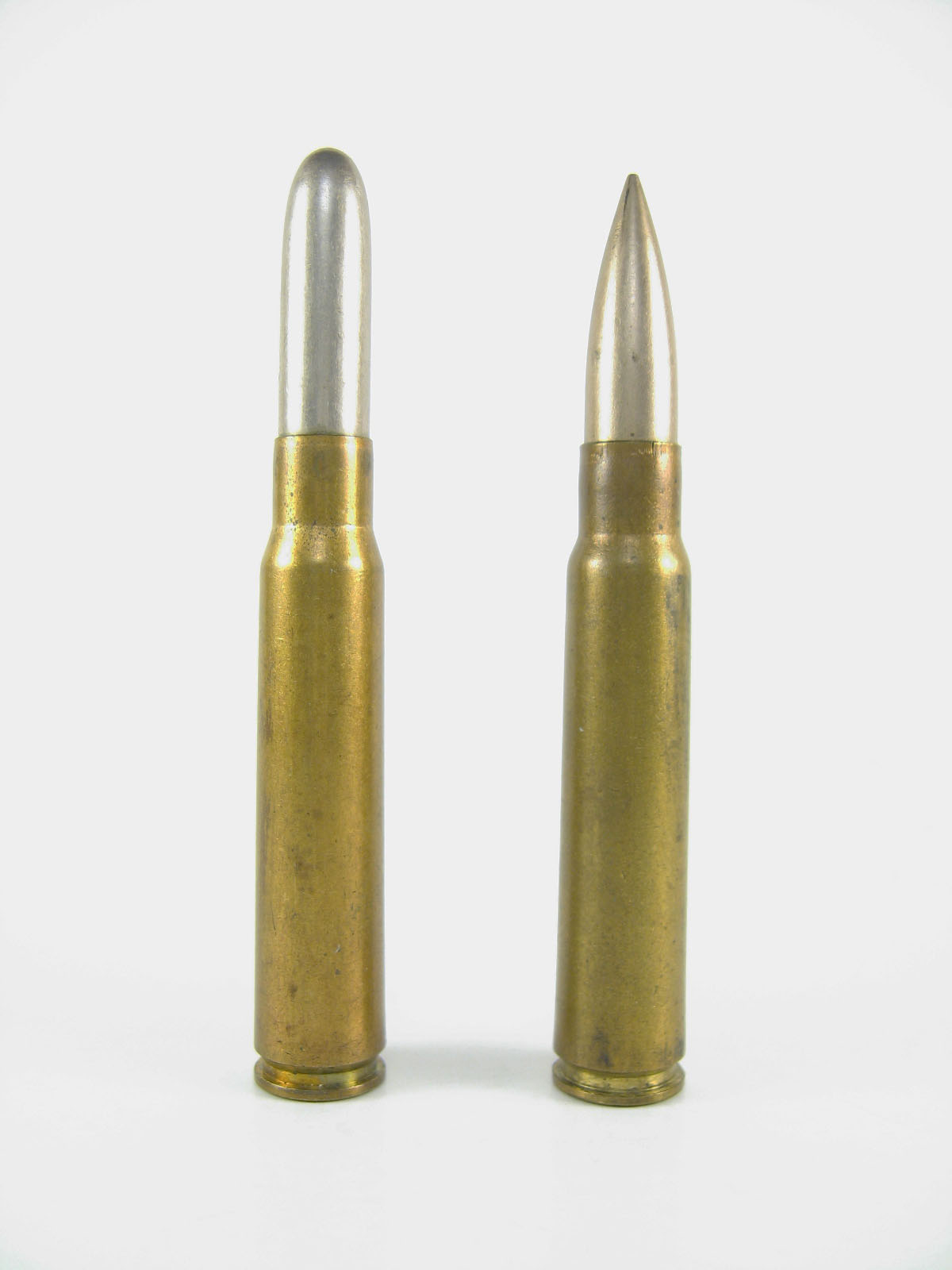
Зразок 1888 року M/88 (ліворуч) у порівнянні зі зразком 1903 року 7,92×57 мм Mauser S Patrone.

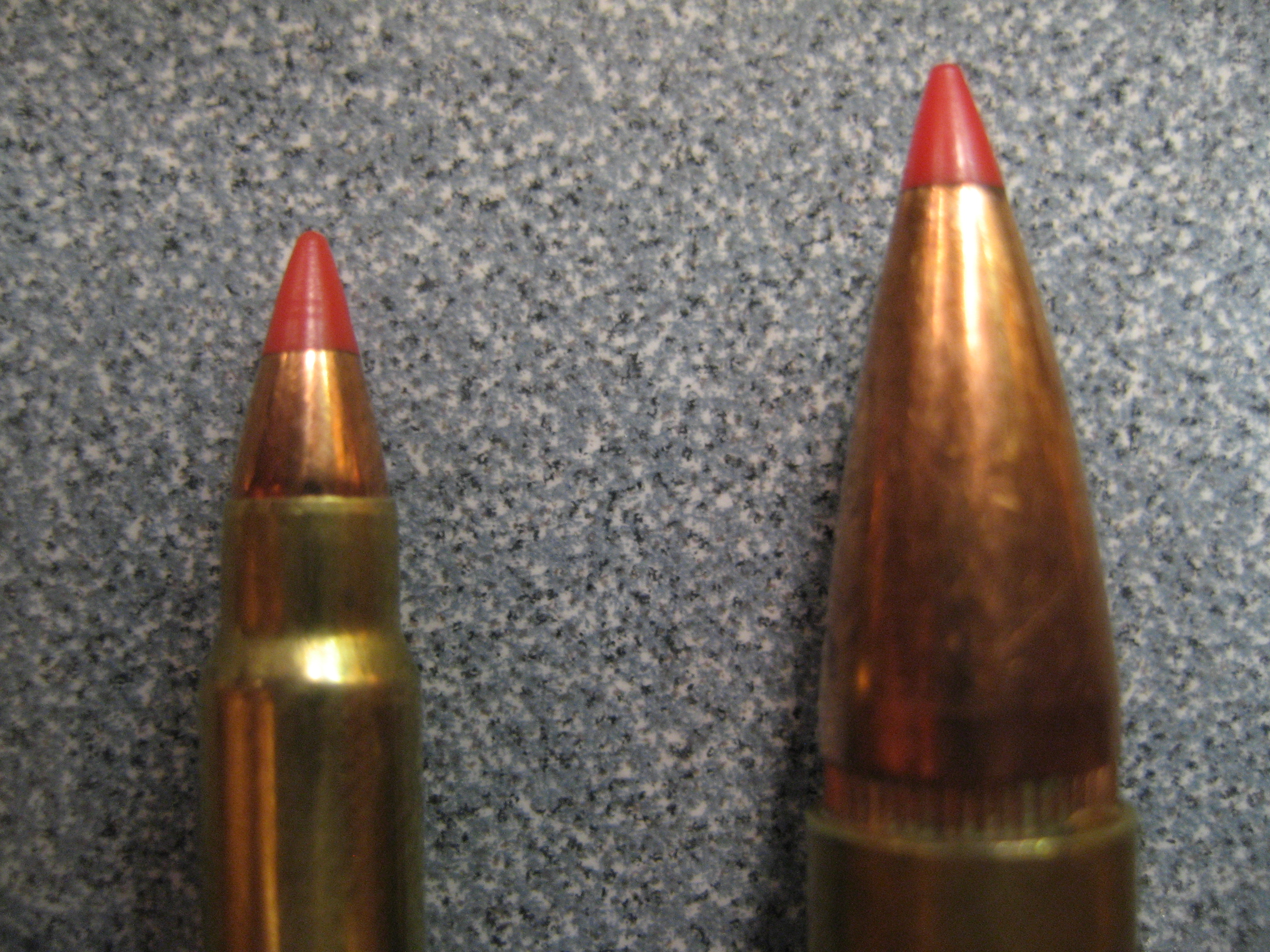
Кулі з пластиковими носиками 21-го століття. Балістичні наконечники: Hornady 17 gr. V-Max 17HMR, .308 Winchester. Кулі з пластиковими наконечниками є різновидом гвинтівкових куль призначених для забезпечення аеродинамічної переваги гостроносих куль.

Гостроноса куля (spitzer bullet) — це куля для вогнепальної зброї розроблена наприкінці 19-го напочатку 20-го століття, обумовлена прагненням військових отримати кулю з кращою аеродинамікою, що давало кращу точність та кінетичну ефективність, особливо на великих відстанях. Щоб досягнути цього метальний снаряд повинен мати мінімальний опір в польоті.
Кулі з низьким коефіцієнтом опору (Cd) сповільнюються менш швидко. Низький коефіцієнт опору дещо згладжує траєкторію метального снаряда на великих відстанях, а також помітно зменшує поперечний знос, спричинений боковим вітром. Більш висока швидкість удару куль з високими балістичними коефіцієнтами означає, що вони зберігають більше кінетичної енергії.
Назва «spitzer» є англіцизованою формою німецького слова Spitzgeschoss, буквально це перекладається «загострений снаряд».
Розвиток гостроносих куль зробив можливими військові доктрини, які припускали (не дуже точні) гвинтівкові залпи по скупченням цілей на дальностях від 1 420 до 2 380 м. У поєднанні з кулеметами які обладнувалися інклінометрами, що давал змогу вести навісну стрільбу або стрільбу із закритих позицій на відстані понад 3000 м, гостроносі кулі сильно збільшили смертність полях битв під час Першої світової війни. До, під час та після Першої світової війни деякі збройні сили взяли на озброєння більш вдосконалені аеродинамічні конструкції гостроносих куль з конічними хвостами, що збільшило ефективну дальність від 4115 до 5500 м, хоча під час Другої світової війни кулеметники не так часто використовували навісну стрільбу або стрільбу із закритих позицій.
Більшість гостроносих куль використовують у проміжних набоях та потужних гвинтівкових набоях.

## Історія

### Кінець 19-го століття

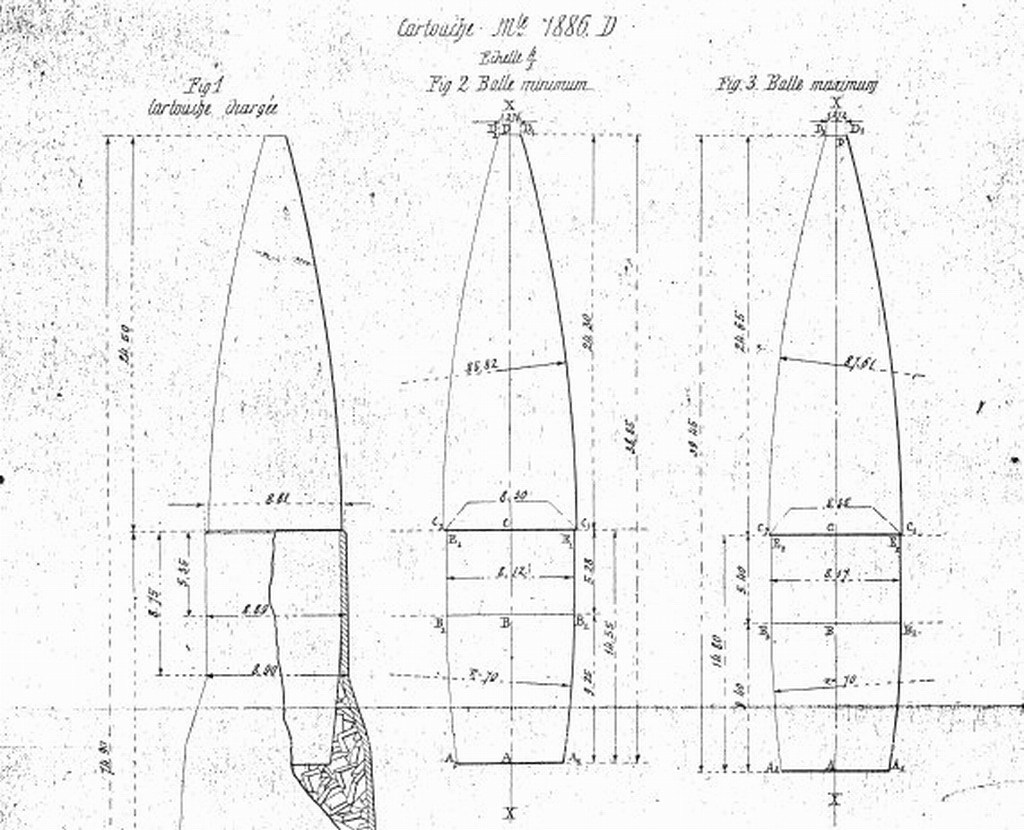
Технічні креслення французької кулі зразка 1898 року Balle D.

#### Франція
Гостроноса куля вперше була представлена в 1898 році під назвою Balle D для французької армії. Куля Balle D була розроблена капітаном Жоржем Раймоном Дезале, для покращення балістики існуючого французького набою 8×50ммR Lebel 1886 року.
Оригінальний набій 1886 року 8×50ммR Lebel мав інноваційну конструкцію, оскільки став перши військовим набоєм де було використано одноосновний бездимний порох на основі нітроцелюлози (Poudre B) розроблений Полом Вієлем у 1884 році. Оригінальній набій 1886 року 8×50ммR Lebel заряджався кулею вагою 15 г з мідно-нікелевою оболонкою і свинцевим осереддям з пласкою головною частиною Balle M розробленою підполковником Ніколасом Лебелем. Куля мала швидкітсь 628 м/с.
Новий набій 1898 року 8×50ммR Lebel заряджався легшою монометалевою латунною кулею Дезале вагою 12,8 г Balle D, яка мала дулову швидкість 700м/с, яка забезпечувала дещо пласкішу траєкторію та значно більшу максимальну ефективну дальність. Окрім того, що куля Balle D була першою гостроносою кулею, вона також стала першою військовою кулею з конічним хвостом – обтічна конічна основа - для подальшої мінімізації опору повітря в польоті.

#### Продуктивність в нижньому діапазоні
Зразок 1898 8×50ммR Lebel Balle D, гостроноса куля з конічним хвостом, дав балістичний коефіцієнт (G1 BC) від 0.568 до 0.581 (балістичні коефіцієнти дещо спірні). Дулова швидкість 700 м/с кулі Balle D залишалася надзвуковою до і після відстані в 800 м (V800 ≈ 1.13 Маха) за стандартних атмосферних умов ICAO на рівні моря (щільність повітря ρ = 1.225 кг/м3) та мала максимальну дальність приблизно 4400 м. Навіть за стандартами 21-го століття типовий ефективний надзвуковий діапазон 800 м вважається нормальним для звичайної військової гвинтівки.
| Дистанція (м)   | 0   | 200  | 400  | 600  | 800  | 1000 | 1500  | 2000  |
| Траєкторія (м)  | 0   | 0.14 | 0.81 | 2.39 | 5.27 | 9.83 | 31.71 | 75.61 |
| Швидкість (м/с) | 628 | 488  | 397  | 335  | 290  | 255  | 197   | 160   |

| Дистанція (м)   | 0   | 200  | 400  | 600  | 800  | 1000 | 1500  | 2000 |
| Траєкторія (м)  | 0   | 0.12 | 0.54 | 1.43 | 3.01 | 5.60 | 18.30 | 44.0 |
| Швидкість (м/с) | 700 | 607  | 521  | 448  | 388  | 342  | 278   | 240  |

Наведені вище таблиці характеристик на нижньому діапазоні показують чудову збереження швидкості Balle D в порівнянні з її попередником Balle M.
Примітка: Щільність повітря ρ, використана для співвіднесення цих таблиць, невідома.

### 1900–1914

#### Німецька імперія

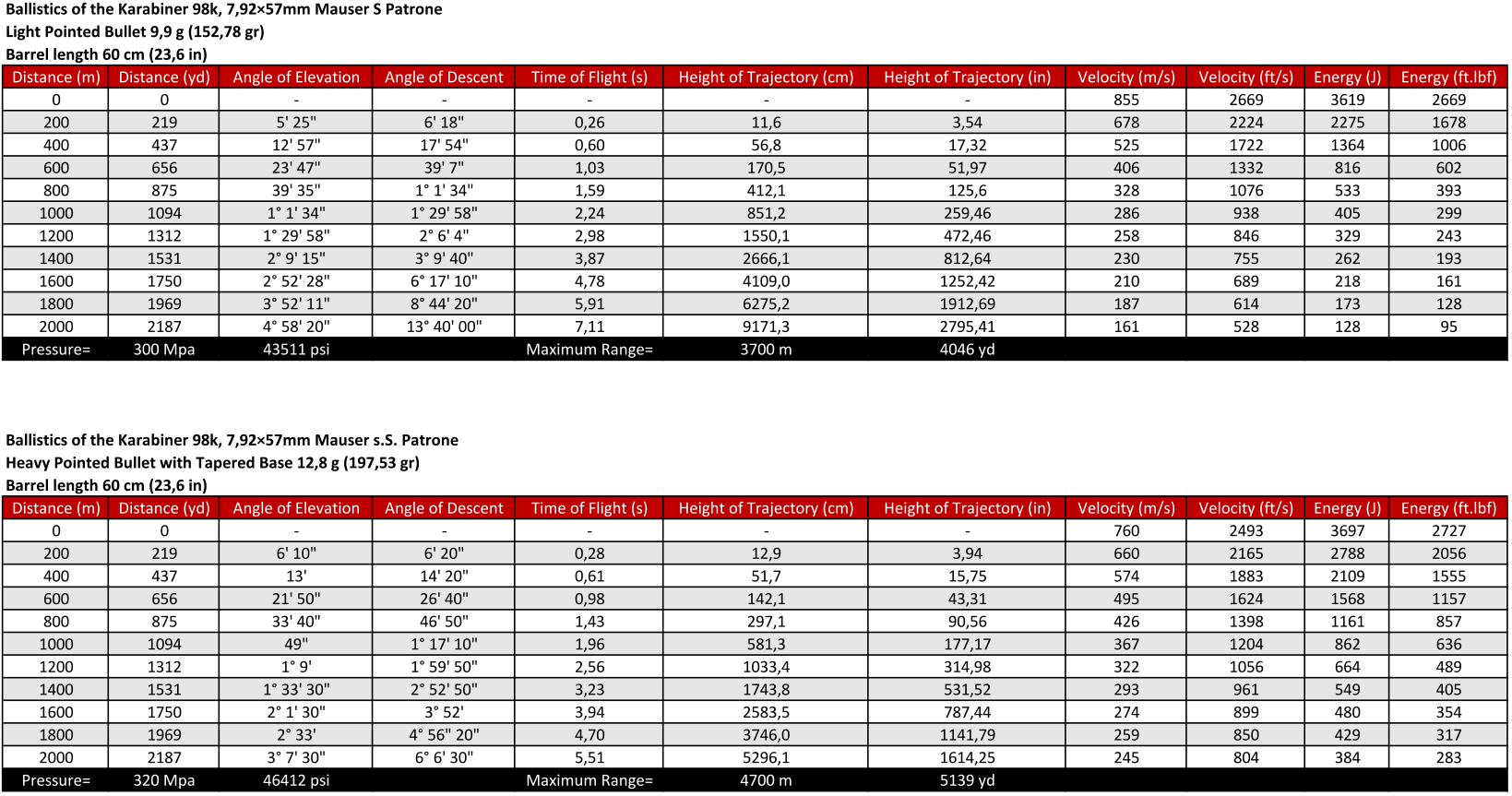
Балістична таблиця набою зразка 1903 року S Patrone та таблиця покращеного зразка 1914 s.S. Patrone fired при стрільбі зі ствола 600 мм.

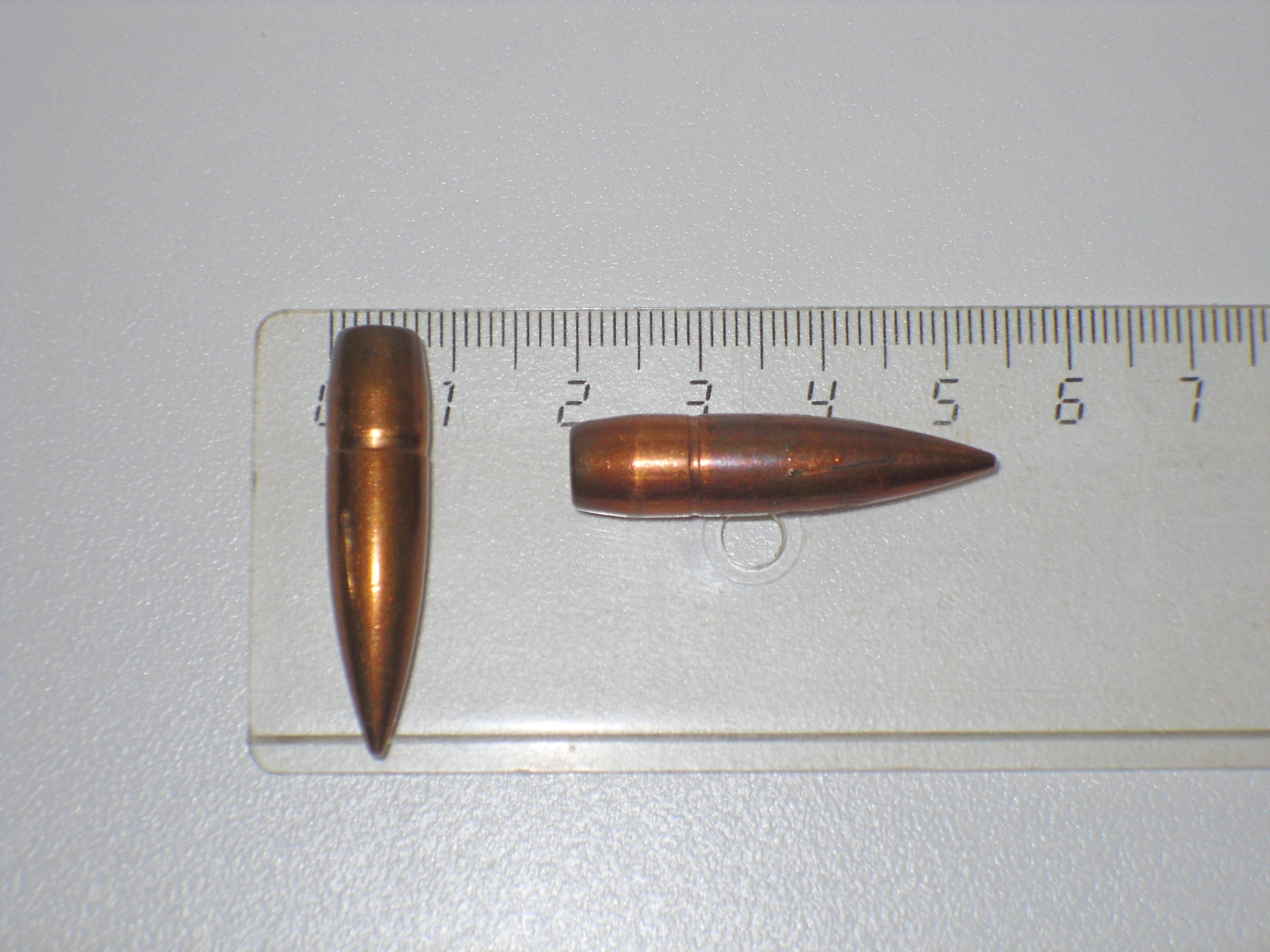
Зразок 1914 року 7,92×57 мм Mauser s.S. Patrone (schweres Spitzgeschoß / важка гостроноса куля) куля з цільнометалевою оболонкою

У Німеччині за покращення точності і продуктивності боєприпасів зразка 1888 M/88 відповідала Gewehr-Prüfungskommission (G.P.K.) (Комісія з випробувань гвинтівки). Під час програми удосконалень кінця 19-го і початку 20-го століть, спрямованої на усунення проблем із стисненням пороху набою M/88 та надмірним зносом ствола (канавок), до 1898 року німецькі військові почали віддавати перевагу гостроносим кулям.
Нова аеродинамічна куля Spitzgeschoß, створення якої приписують незалежному балістику Артуру Глейнчу, була випробувана в 1902 році та офіційно була прийнята на озброєння 3 квітня 1903 року. Після кількох змін форми вона надійшла в серійний випуск в 1904 році. Гостроноса куля Spitzgeschoß зовні була схожа на французьку розробку і її форма була запатентована, але всередині куля з суцільнометалевою оболонкою Spitzgeschoß була іншою. Програма Gewehr-Prüfungskommission призвела до створення набою S Patrone або 7,92×57мм Mauser, який заряджався відносно легкою гостроносою кулею вагою 9,9 г з дещо збільшеним діаметром 8,2 мм яка мала балістичний коефіцієнт (G1 BC) приблизно від 0.321 до 0.337 (балістичні коефіцієнти дещо спірні), разом зі зміненими розмірами патронника та канала стволу (позначався як "S-bore") та новим двоосновним (базувався на нітроцелюлозі та нітрогліцерині) бездимним порохом, куля мала сильно покращену дулову швидкість 878 м/с при стрільбі зі стволу довжиною 740 мм. S Patrone було прийнято на озброєння німецьких армії та флоту в 1903 році. Максимальна відстань польоту кулі становила приблизно 3700 м. Поєднання великої дулової швидкості та покращеної аеродинаміки дали більш пласку траєкторію польоту кулі, що збільшило імовірність влучання в окрему ціль на більшості бойових відстаней.
На початку Першої світової війни Німеччина розробила кулю з поліпшеними аеродинамічними характеристиками. Ця куля з суцільнометалевою оболонкою вагою 12,8 г s.S. (schweres Spitzgeschoß, "важка гостроноса") з конічним хвостом мала балістичний коефіцієнт (G1 BC) від 0.557 до 0.593 (балістичні коефіцієнти дещо спірні) і заряджався в набій s.S. Patrone. Дулова швидкість 760 м/с набою s.S. Patrone давал максимальну відстань польоту кулі приблизно 4700 м і залишалася на надзвуковій швидкості на відстані до і після 1000 м (V1000 ≈ 1,07 Маха) за стандартних атмосферних умов ICAO на рівні моря (щільність повітря ρ = 1.225 кг/м3). Зі своєї появи в 1914 році набій s.S. Patrone головним чином використовували у повітряних боях і, станом на 1918 рік, на останньому етапі Першої світової війни, кулеметниками піхоти. Через п'ятнадцять років після закінчення Першої світової війни виробництво S Patrone було припинено, а s.S. Patrone став стандартним боєприпасом німецьких збройних сил.

#### США

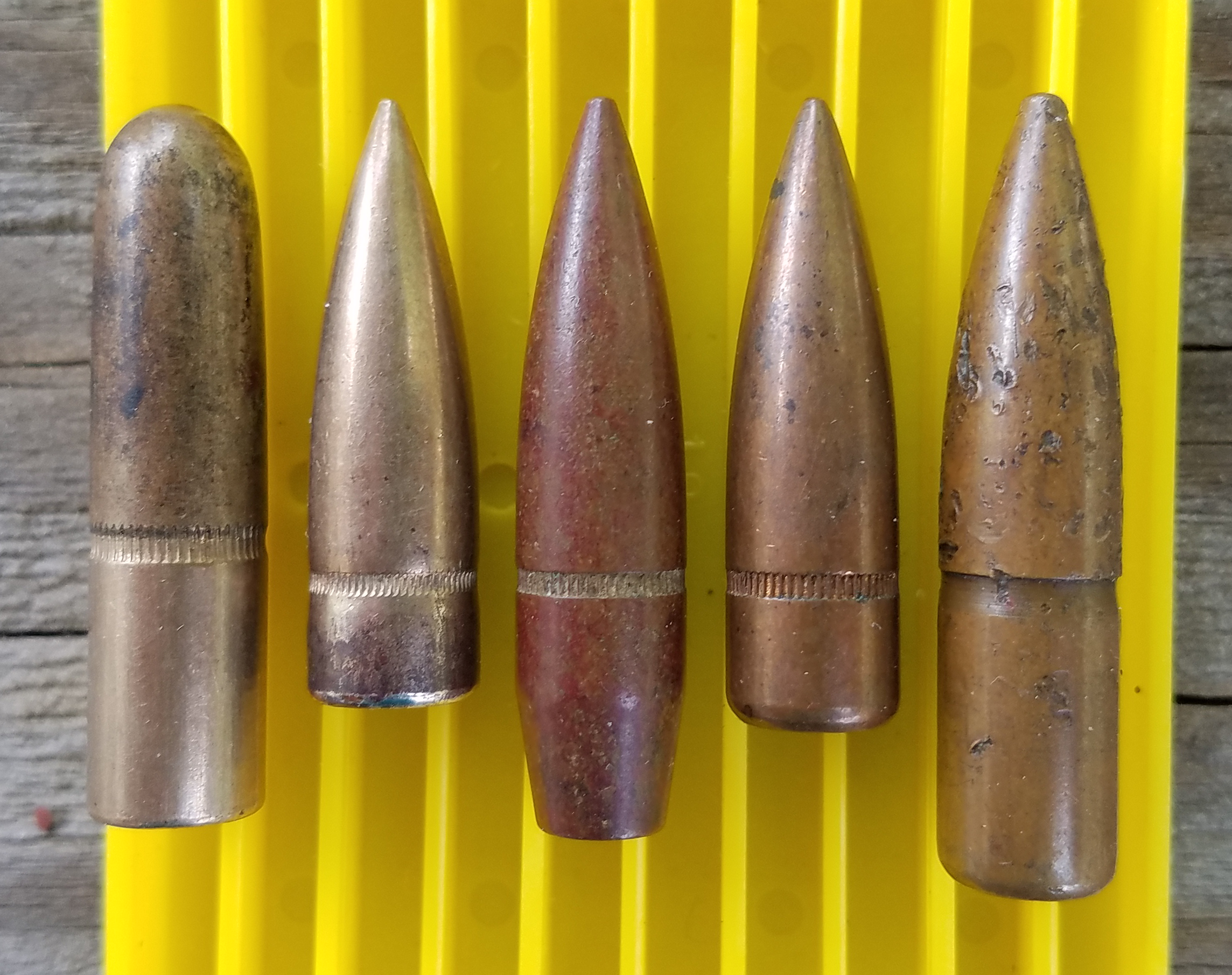
П'ять куль які використовують військові США зліва направо: куля M1903, куля M1906, куля M1, куля M2 та бронебійна куля M2. Через груби користування відкололася чорна фарба на носику бронебійної кулі. Поясок на кожній кулі позначає місце де буде обжиматися дульце гільзи. Чотири гостроносі кулі використовують з гільзою набою .30-06 Springfield куди вони заряджалися з майже ідентичною конусною оживальною частиною для надійного функціонування самозарядної зброї, рання куля M1903 дана для порівняння, щоб побачити довше дульце попереднього набою .30-03.

В 1906 році Управління США по артилерійському озброєнню домовились придбати у Глейніха ліцензію на виробництво кулі Spitzgeschoß. Нова конструкція під назвою 'spitzer' вагою 9,7 г з пласкою базою мала балістичний коефіцієнт (G1 BC) приблизно 0.405 з оболонкою з мідно-нікелевого сплаву була використана в набої M1906 .30-06 Springfield, який прийняли на озброєння збройних сил США в 1906 році. Куля набою M1906 мала дулову швидкість 823 м/с і мала максимальну дальність приблизно 3117 м. Набій можна впізнати по сріблястим кулям. З'ясувалося, що мідно-нікелевий сплав швидко забруднює канал стволу.

#### Російська імперія
В 1908 році Російська імперія прийняла на озброєння новий службовий набій 7,62×54ммR з гостроносою кулею "Л" (Л від "Легка Куля", Лёгкая Пуля), вагою 9,61 г, яка мала балістичний коефіцієнт (G1 BC) приблизно 0.338. Набій 7.62×54ммR M1908 Тип Л мав дулову швидкість 865 м/с.

#### Сполучене Королівство Великої Британії та Ірландії
В 1910 році Сполучене Королівство Великої Британії та Ірландії офіційно прийняло на озброєння варіант набою .303 British Mark VII, який заряджався 11,3 г гостроносою кулею з пласкою основою мала балістичний коефіцієнт (G1 BC) приблизно 0.467. Набій .303 British Mark VII мав дулову швидкість 744 м/с та максимальні дальність приблизно 2743 м.

#### Швейцарія

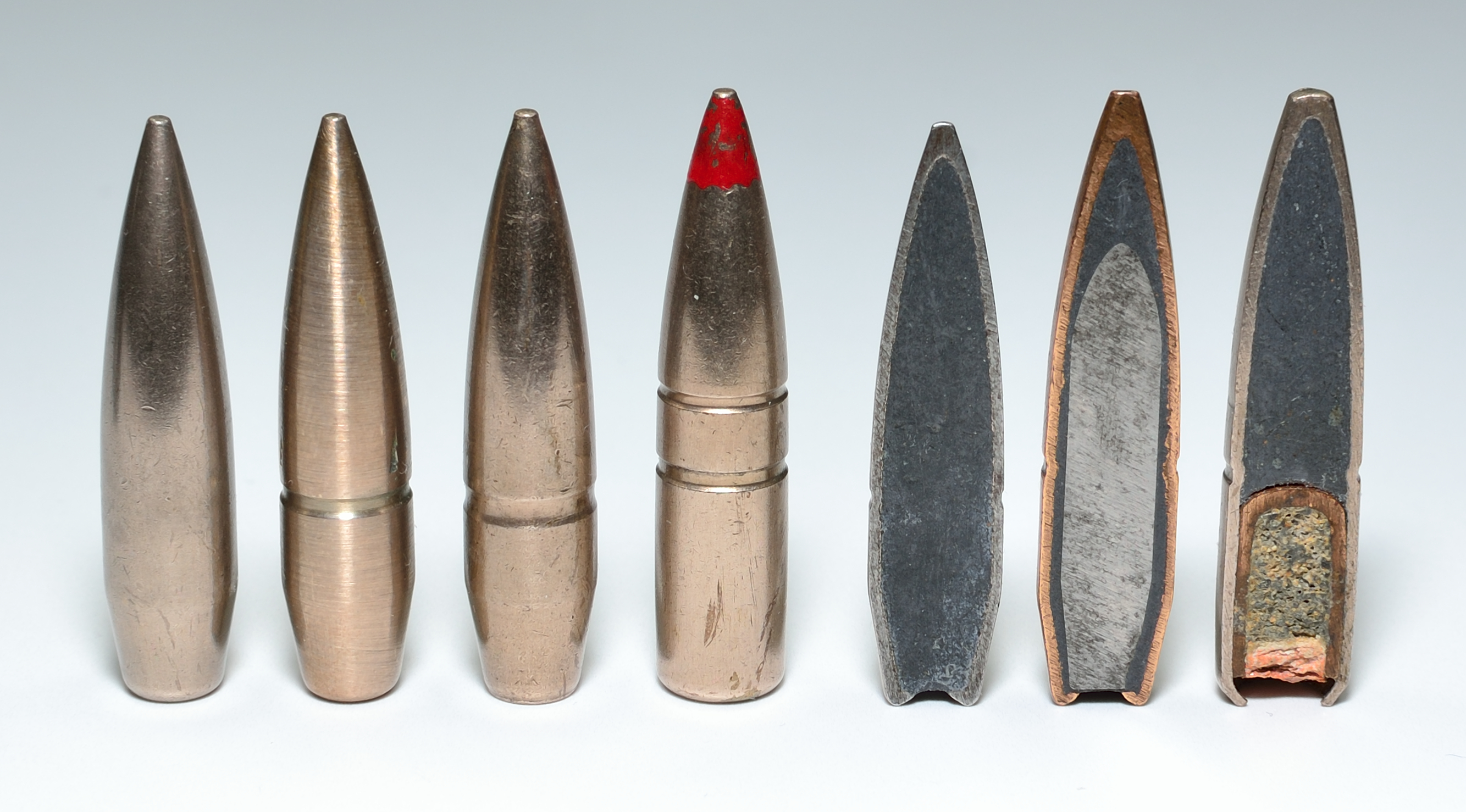
Швейцарські 7,5×55 мм GP 11 Цільнооболонкова металічна, бронебійна та трасувальна кулі.

В 1911 році Швейцарія прийняла на озброєння набій 7,5×55мм GP 11 який заряджався гостроносою кулею з суцільнометалевою оболонкою вагою 11,3 г. Окрім гострого носу, куля GP 11 також мала конічний хвіст, щоб ще більше знизити коефіцієнт опору (Cd). Куля GP 11 мала балістичний коефіцієнт (G1 BC) від 0.505 до 0.514 (балістичні коефіцієнти дещо спірні) та мала максимальну дальність приблизно 5500 м. Дулова швидкість 780 м/с гостроносої кулі GP 11 залишала надзвукову швидкість на відстані до і після 800 м (V800 ≈ 1,1 Маха) при стандартних атмосферних умовах ICAO на рівні моря (щільність повітря ρ = 1.225 кг/м3). Куля GP 11 спонукала збройні сили таких країн, як Німеччина, Сполучені Штати і Велика Британія, на початку і після Першої світової війни розробити і впровадити аналогічні гостроносі кулі з суцільнометалевою оболонкою та конічним хвостом для забезпечення збільшення максимальної дальності.

#### Королівство Іспанія
В 1913 році управління боєприпасами королівства Іспанія випустило модернізований набій 7×57мм Mauser (7mm Cartucho para Mauser Tipo S). Його заряджали гостроносою кулею вагою 9 г з дуловою швидкістю 850 м/с з дуловою енергією 3251 Дж при стрільбі зі стволу довжиною 589 мм. Максимальна дальність польоту кулі становила 3700 м.

### Після 1918

#### Швеція
В 1932 році Швеція представила набій 8×63мм m/32 заряджений гостроносою кулею вагою 14,2 г з конічним хвостом з дуловою швидкістю 760 м/с. Набій 8×63мм m/32 випускали не як основний службовий боєприпас, його використовували у авіаційних кулеметах та для стрільби із закритих позицій і мав ефективну відстань стрільби приблизно 3600 м на якій зберігалася енергія в 196 Дж, а максимальна відстань становила приблизно 5500 м при стрільбі з кулемета m/36.
Швеція та Норвегія заряджали свої набої 6.5×55мм m/94 довгими тупоносими кулями вагою 10,1 г (куля B) з дуловою швидкістю 725 м/с до початку Другої світової війни та окупації Норвегії Німеччиною в 1940 році. З 1941 року нейтральна Швеція прийняла на озброєння службовий набій m/41, який заряджався гостроносою кулею вагою 9,1 г (куля D) з дуловою швидкістю 800 м/с. Окрім гострого носу куля m/41 D також мала конічну хвостову частину.